# Rame arsenicale
Il rame arsenicale è una lega contenente fino allo 0.5% di arsenico che, ad elevate temperature, conferisce una più alta resistenza al carico di rottura e una ridotta tendenza a incrostarsi. Esso è generalmente indicato nella fabbricazione di caldaie, specialmente per locomotive.